# Соммье, Жан-Клод
Жан-Клод Соммье́ (фр. Jean-Claude Sommier;  1661 год, Вовиллер в архиепархии Безансона — 5 октября 1737 года, Сен-Дье-де-Вож ) — французский богослов; прелат папского дома; архиепископ Кесарии Палестинской; основатель епархии Сен-Дье; коммендатор Бузонвиля; дипломат и историк.

## Творчество
Автор обширных трудов:
- «Histoire dogmatique de la religion» (1708, 6 т.),
- «Histoire dogmatique du Saint-Siège» (1716)[4].